# Empresa mixta
Una empresa mixta és aquella societat que no és íntegrament de titularitat privada, ja que part de la seva propietat pertany a l'Estat.

## Teoria de l'empresa mixta
La creació d'aquestes empreses es considerava, a nivell teòric, en la combinació d'esforços entre el capital privat i l'Administració pública. Amb aquest nou sistema, l'Ens públic no havia de fer front a la totalitat de la inversió, despeses i possibles pèrdues d'una empresa pública, nova o en creixement, sumant-li a més la diligència de la gestió privada i, tot això, sense perdre el control estratègic de sectors industrials clau.
Malgrat tot, es poden donar dues incongruències que perjudiquen el seu funcionament:
- Sovint, els interessos privats (ànim de lucre) passen davant dels públics (millora de les prestacions o serveis, a favor dels usuaris i contra els interessos comercials).[2]
- Els inversos privats s'acomoden per la manca de risc financer, al considerar improbable la fallida d'una empresa amb capital públic.[3]

## A Espanya
Les primeres societats mixtes espanyoles foren creades seguin el model francès, per organitzar i desenvolupar empreses que actuaven en règim de monopoli, com va ser el cas de Campsa o Telefònica.
Posteriorment, l'empresa mixta va servir per sostenir empreses d'interès general en crisi, com ara Iberia.